# Харламов, Михаил Аверкиевич
Михаи́л Аве́ркиевич Харла́мов (26 октября (8 ноября) 1913, Минск, Российская империя — 16 ноября 1990, Москва, РСФСР, СССР) — советский государственный и партийный деятель, дипломат, председатель Государственного комитета Совета Министров СССР (Комитета при СМ СССР) по телевидению и радиовещанию (1962—64 гг.).

## Биография
Родился в семье рабочего. Член ВКП(б) с апреля 1940 года. В 1940 году окончил Московский институт истории, философии и литературы им. Н. Г. Чернышевского по специальности преподаватель истории; в 1942 году — Высшую партийную школу при ЦК ВКП(б).
- В 1931—1935 годах — ответственный секретарь редакции радиокомитета при СНК Белорусской ССР.
- В 1935—1940 годах — студент Московского института истории, философии и литературы им. Н. Г. Чернышевского.
- В 1940—1942 годах — слушатель Высшей партийной школы при ЦК ВКП(б) в Москве.
- В 1942—1949 годах — в аппарате ЦК ВКП(б): лектор, заведующий отделом Управления пропаганды и агитации, заведующий подотделом внешних сношений.
- В 1949—1951 годах — заместитель председателя Комитета радиовещания при Совете Министров СССР.
- В 1951—1953 годах — заведующий отделом стран народной демократии, редактор и член редколлегии газеты «Правда».
- В 1953—1954 годах — член правительственной комиссии по изучению причин событий летом 1953 г. в Германской Демократической Республике.
- В 1953—1958 годах — первый заместитель заведующего Отделом печати МИД СССР.
- В 1958—1962 годах — заведующий Отделом печати МИД СССР.
- В 1962—1964 годах — председатель Государственного комитета Совета Министров СССР по радиовещанию и телевидению.
- В 1964—1968 годах — заместитель главного редактора Издательства политической литературы.
- В 1968—1975 годах — начальник Историко-дипломатического управления МИД СССР.
- В 1975—1980 годах — первый заместитель постоянного представителя СССР при ООН, г. Нью-Йорк.
- В 1980—1984 годах — начальник управления — заместитель председателя Государственного комитета СССР по делам издательств, полиграфии и книжной торговли.
- В 1984—1986 годах — заместитель председателя Государственного комитета СССР по делам издательств, полиграфии и книжной торговли.

С февраля 1986 года персональный пенсионер союзного значения.
Депутат Верховного Совета СССР 6 созыва.
Похоронен на Троекуровском кладбище.

## Награды и звания
- орден Ленина (4 мая 1962)
- 3 ордена Трудового Красного Знамени (в т.ч. 22 октября 1971; 5 ноября 1983)
- орден Дружбы народов
- медали
- Чрезвычайный и Полномочный Посол (1975)